# Pareo
Il pareo (dal tahitiano: pāreu) è un tipo di copricostume simile a una gonna o una tunica, derivante dagli abiti tradizionali di Tahiti, che in Occidente serve a coprire il costume da bagno nei luoghi pubblici dove stare in costume da bagno non è consentito.

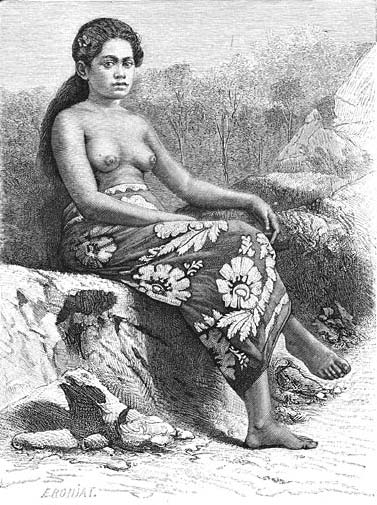
Illustrazione del 1887 che ritrae una giovane indigena di Rimatara con indosso un pareo.

## Descrizione
Il pareo è un rettangolo di tessuto che può fungere da gonna o da abito intero, a seconda di come lo si annoda (gli uomini lo indossano anche formando una sorta di pantaloncini corti). Il pareo è un indumento tipico sia delle donne sia degli uomini polinesiani, e più genericamente dei mari del sud.

## Etimologia
Il termine "pāreu" è la parola usata a Tahiti per indicare la gonna. Non è chiaro come sia nata la parola pareo, ma è probabile che si sia trattato semplicemente di una interpretazione errata dei primi esploratori.

## Diffusione
Divenne un indumento conosciuto nel mondo grazie al film Uragano del 1937, in cui l'attrice Dorothy Lamour interpretava una indigena. Ma la sua diffusione avvenne negli anni cinquanta, sempre grazie al cinema, ed in particolare ai film di Esther Williams o Elvis Presley, molto spesso di ambientazione esotica.
Al giorno d'oggi il pareo è utilizzato principalmente come copricostume, indistintamente da uomini e donne.
Il sarong, indumento unisex simile al pareo nella foggia, è utilizzato in Asia e Africa Orientale.